# Uzquita
Uzquita (Uzkita en euskera) es un localidad española de la Comunidad Foral de Navarra perteneciente al municipio de Leoz. Está situado en la Merindad de Olite. Su población en 2014 fue de 4 habitantes (INE).

## Topónimo
De origen desconocido. En documentación antigua aparece como Uçquita (1249, NEN), Uzquita y Vzquíta (1254, NEN).

## Arte
Iglesia de San Clemente, del siglo XIII, con numerosas reformas posteriores.